# Rapto (canción)
«Rapto» es una canción del músico de rock argentino Gustavo Cerati, escrita por él y su hijo Benito Cerati, para el quinto álbum de estudio del compositor, Fuerza Natural. Es la séptima pista del disco y el 5 de noviembre de 2009 fue anunciado y lanzado como segundo sencillo del mismo. La canción fue interpretada por Cerati en la gira Fuerza Natural (2009-10).

## Anuncio
La noticia de que la canción iba a ser el segundo corte de Fuerza Natural se expandió rápidamente. Primero, el mismo Cerati subió en el popular sitio de videos YouTube la portada del sencillo junto a la canción. Luego, en sl sitio del artista en Sony Music, se publicó una e-card que anunciaba «Rapto: nuevo sencillo de Fuerza Natural». Otros sitios oficiales que hicieron eco de la noticia fueron el sitio oficial de Gustavo y el Twitter también oficial del cantante. En Chile, la noticia fue difundida principalmente por la sección «Espectáculos» de Canal 13.
«Rapto» escogió esta canción para la banda sonora del comercial de Saga Falabella, promocionando su línea de ropa.

## Recibimiento
Cuando salió Fuerza Natural, la popular web AllMusic señaló a «Rapto» como uno de los tres mejores temas del álbum (junto a «Amor sin rodeos» y «Sal»). Por su parte, Edson Sánchez, del blog LBE Digital, dijo en su reseña que «Rapto» es uno de los mejores temas del disco, siendo uno de sus favoritos y más escuchados. Revista Trecho señaló que el track tiene notorios y satisfactorios riffs, y también que posee una de las mejores frases musicales del LP.
En resumen, «Rapto» es uno de los temas más aclamados de Fuerza Natural, por lo que no sorprendió que fuese el segundo sencillo del disco.

## Ficha técnica
- Sterling Campbell - batería.
- Byron Isaacs - bajo.
- Gustavo Cerati - voz, guitarras eléctricas y programación.
- Gonzalo Córdoba - guitarras eléctricas.
- Leandro Fresco - programación adicional.
- Anita Álvarez - Coros